# OGLE-BLAP-009
OGLE-BLAP-009 ist ein Stern im Sternbild Schütze, der zur seltenen, 2017 vom OGLE-Team vorgeschlagenen pulsationsveränderlichen Sternklasse der Blue Large-Amplitude Pulsator gehört. Er befindet sich in einer Entfernung von etwa 8000 Lichtjahren. Die Periodendauer der Helligkeitswechsel beträgt bei diesem Stern etwa 32 min.